# 99
99（九十九、きゅうじゅうく、きゅうじゅうきゅう、ここのそじあまりここのつ、つくも）は自然数、また整数において、98の次で100の前の数である。 

## 性質
- 99は合成数であり、約数は1, 3, 9, 11, 33, 99である。
  - 約数の和は156。
- 二桁最大の自然数である。
- 5番目のカプレカ数であり 992 = 9801 、98 + 1 = 99 となる。1つ前は55、次は297。
- 993 = 970299 になり下2桁が99になる。n と n3 の下2桁が同じになる8番目の数である。1つ前は76、次は100。
  - この性質をもつ数は偶数乗においても下2桁が等しくなる。
例．992 = 9801、994 = 96059601
  - この性質をもつ2桁の数字列は、他に00, 01, 24, 25, 49, 51, 75, 76がある。(オンライン整数列大辞典の数列 A008856)
- ハーシャッド数でない9の倍数のうち最小の数である。
- 1/99 = 0.01… (下線部は循環節で長さは2)
  - 逆数が循環小数になる数で循環節が2になる8番目の数である。1つ前は88、次は110。(オンライン整数列大辞典の数列 A070022)
- 19番目の回文数である。1つ前は88、次は101。
  - 1桁の数を除くと9番目の回文数である。
  - 9が2つ並ぶゾロ目である。1つ前は88、次は111。
  - 3つの回文数の積で表せる5番目の回文数である。1つ前は88、次は242。(オンライン整数列大辞典の数列 A078895)
  - 二進数で回文数になる数である。1つ前は93、次は107。(オンライン整数列大辞典の数列 A006995)
- 99 = 23 + 33 + 43
  - 3連続整数の立方和になる数である。1つ前は36、次は216。
  - 3つの正の数の立方数の和1通りで表せる15番目の数である。1つ前は92、次は118。(オンライン整数列大辞典の数列 A025395)
  - 異なる3つの正の数の立方数の和1通りで表せる4番目の数である。1つ前は92、次は134。(オンライン整数列大辞典の数列 A025399)
  - n = 3 のときの 2n + 3n + 4n の値とみたとき1つ前は29、次は353。(オンライン整数列大辞典の数列 A074526)
  - 99 = (3+1/2)3 + (5+1/2)3 + (7+1/2)3
- 99 = (9 + 9) + (9 × 9)
  - 各位の和と各位の積を加えてできる最大の数である。１つ前は89。(オンライン整数列大辞典の数列 A038364)
- 各位の和が18になる最小の数である。次は189。
  - 各位の和が n になる最小の数である。1つ前の17は89、次の19は199。(オンライン整数列大辞典の数列 A051885)
- 各位の平方和が162になる最小の数である。次は778。(オンライン整数列大辞典の数列 A003132)
  - 各位の平方和が n になる最小の数である。1つ前の161は489、次の163は199。(オンライン整数列大辞典の数列 A055016)
- 1～11までの約数の和である。1から連続する整数の約数の和とみたとき、1つ前は87、次は127。
- 99 = 102 − 1
  - n = 2 のときの 10n − 1 の値とみたとき1つ前は9、次は999。(オンライン整数列大辞典の数列 A002283)
  - n = 10 のときの n2 − 1 の値とみたとき1つ前は80、次は120。(オンライン整数列大辞典の数列 A005563)
- 99 = 4 × 52 − 1
  - n = 5 のときの 4n2 − 1 の値とみたとき1つ前は63、次は143。(オンライン整数列大辞典の数列 A000466)
- 99 = 12 + 72 + 72 = 32 + 32 + 92 = 52 + 52 + 72
  - 3つの平方数の和3通りで表せる6番目の数である。1つ前は89、次は101。(オンライン整数列大辞典の数列 A025323)
- 99 = 32 × 11
  - n = 2 のときの 11 × 3n の値とみたとき1つ前は33、次は297。(オンライン整数列大辞典の数列 A120354)
  - 2つの異なる素因数の積で p2 × q の形で表せる15番目の数である。1つ前は98、次は116。(オンライン整数列大辞典の数列 A054753)
- 同じ数を2つ並べてできる9番目の数である。1つ前は88、次は1010。(オンライン整数列大辞典の数列 A020338)
- 99 = 182 − 225
  - n = 18 のときの n2 − 152 の値とみたとき1つ前は64、次は136。(オンライン整数列大辞典の数列 A132772)
- 円周上に異なる8つの点をとってそれぞれを結んだとき99個の領域に分けることができる。1つ前の7点は57、次の9点は163。(オンライン整数列大辞典の数列 A000127)
  - この数は n = 8 のときの n4 − 6n3 + 23n2 − 18n + 24/24 の値である。

## その他 99 に関連すること

### 99番目
- 原子番号 99 の元素はアインスタイニウム (Es) である。
- 第99代天皇は後亀山天皇である。
- 日本の第99代内閣総理大臣は菅義偉である。
- 第99代ローマ教皇はエウゲニウス2世（在位：824年6月～827年8月）である。
- STS-99：アメリカ合衆国のスペースシャトルのミッション。

### 漢字による表現

#### 九十九
- 九九（くく）は乗算の暗算での覚え方。
- 九十九は、つくもと読む。九十九は、九十九髪（）の略称であり、また、フトイという植物の古名でもある。
- 九十九は、「つづら」とも読む。旧来の「葛籠」（つづら）の織り目が九十九に見えることから、葛籠の隠語として九十九をつづらと読ませたとされる。織り目が九十九に見える旧来の葛籠は、平織りと違って縁の折れ目部分でも繊維が斜めに交差するため、壊れにくく丈夫なのが特徴。
- 九十九電機屋号の愛称。
- 『九十九』（つくも）は森田修平監督の短編アニメ作品。→ SHORT PEACE

#### 「白」
漢数字の百から一を取り除くと「白」という字になることから 99 を意味する。
- 白寿：99歳のお祝い。百から一を取り除くと「白」という字になることから。
- 九十九髪（）：老女の白髪や、老女を指す。ツクモ（江浦草、フトイの異名）は植物名で、白髪をこれに喩えたもの。またツクモが「次百（つぐもも）」に通ずるからであるともいう。

#### 地理
- 九十九里浜（くじゅうくりはま）：千葉県の太平洋岸に広がる海浜。
- 九十九島（くじゅうくしま）：佐世保市から平戸市にかけての沿岸の島々の総称。
- 九十九島（つくもしま）：島原市沖に浮かぶ島々の総称。
- 九十九湾（つくもわん）：石川県の能登半島国定公園にあるリアス式海岸。入り江の数が多いことから。
- 九十九折（り）（つづらおり）：幾つも折れ曲がりが延々と続いている坂道・山道。

### 芸能・スポーツ
- ナインティナイン (99、NINETY-NINE)：吉本興業に所属するお笑いコンビ。メンバーは岡村隆史と矢部浩之。
- 『99』：TOTO が1979年に発表したアルバム「ハイドラ」の曲。
- 『"99"』：B'z の松本孝弘が1988年に発表したアルバム「Thousand Wave」の4曲目に収録されている曲。
- 99番目の夜：PENICILLINのシングル（1997年）。
- GOLDFINGER'99：郷ひろみのシングル（1999年）。
- The 99：イスラム教における神の99の名前をモチーフにした漫画。
- 99 -NINETY NINE-：宗我部としのりの漫画。
- 『99』：福山雅治が2009年に発表したアルバム『残響』の15曲目に収録されている曲。
- 僕とスターの99日：2011年10月23日から12月25日までフジテレビ系列の『ドラマチック・サンデー』枠にて放送されたテレビドラマ。
- 99は終わらない：郷ひろみのシングル（2014年）。
- 99 (Superflyの曲)：Superflyのシングル（2016年）。
- 超逆境クイズバトル!! 99人の壁：2017年から2021年までフジテレビ系列より放送されていた、佐藤二朗司会のクイズバラエティ番組。
- 99 (MUCCの曲)：MUCCの会場限定シングル（2023年）。
- プロアイスホッケーリーグ、NHLのスーパースター、ウェイン・グレツキーの現役時代の背番号。現在、背番号「99」はNHL全30チームを通じての永久欠番となっている。
- 日本プロ野球では、支配下選手が付けることのできる背番号の中で最大の数。なお、日本プロ野球で初めて99番を付けた選手は近鉄バファローズの鳥坂九十九[1]。

### 宗教
- 付喪神（つくもがみ）：妖怪の一種で、使われなくなった道具を供養せずに99年間放置すると魂が宿り、化けて出るという伝説がある。怪談の類に比較的よく登場する。
- イスラム教では神（アッラーフ）が持つ 99 の名前（アッラーフの99の美名）が語られている。
- クルアーンにおける第99番目のスーラは地震である。

### その他
- “100 − 1”である点から、「ほぼ完全」という意味で使われることが多い。例：「99%確実」
- 99 はしばしば、具体的な数を意味せず「多い」の意味で使われる。
- 救急車：大富豪では、9のカードを2枚出すと、場を流せるルール。
- NINETY-NINE NIGHTS：Xbox 360対応のアクションゲーム。
- 99 の平方は 9801。99.1 の平方 (9820.81) の小数点以下を四捨五入すると 9821。→ PC-9800シリーズ、PC-9821シリーズ。
- SHOP99：99円の100円ショップ。
- ソフト99コーポレーション：日本のカーワックスメーカー。
- 99：スウェーデンの自動車製造会社のサーブ・オートモービル社が1968年から84年まで製造、販売していた中型乗用車。
- 「ヨヨ」は、みかかのように日本のパソコン通信のスラングで、99 を意味する。
- 閏年を考慮しない場合、4月9日は1月1日から数えて99日目にあたる。